# 多雄拉鳞毛蕨
多雄拉鳞毛蕨（学名：Dryopteris alpestris），为鳞毛蕨科鳞毛蕨属下的一个植物种。